# 聖安德烈斯伊察帕
聖安德烈斯伊察帕是危地馬拉的城鎮，由奇馬爾特南戈省負責管轄，位於該國南部，面積60平方公里，海拔高度1,886米，農產品有小麥、棉花、玉米、豆類等，2002年人口21,151。
14°37′N 90°51′W / 14.617°N 90.850°W